# Baie de Curio
Pour les articles homonymes, voir Curio (homonymie).
La baie de Curio (Curio Bay), est une baie située à l’extrémité sud de l'île du Sud en Nouvelle-Zélande.
Elle est célèbre pour être le site d'une forêt pétrifiée datant d'environ 180 millions d'années. Les troncs et les souches pétrifiés sont désormais enterrés sous des coulées de boue volcanique mais certains sont exposés et clairement visibles à marée basse. La baie abrite également une colonie de manchots antipodes, considérée comme l'une des espèces de manchots les plus rares, ainsi que des dauphins d'Hector, eux aussi très rares. Des baleines franches australes ont également été parfois observées. La baie est l'une des attractions touristiques majeures de la région des Catlins, attirant plus de 100 000 visiteurs par an.